# Sádočné
Sádočné este o comună slovacă, aflată în districtul Považská Bystrica din regiunea Trenčín. Localitatea se află la altitudinea de 415 m deasupra n.m., se întinde pe o suprafață de 7,51 km2 și în 2017 număra 166 de locuitori.

## Istoric
Localitatea Sádočné este atestată documentar din 1339.

## Demografie
| An:                | 1994 | 2004    | 2014   | 2024   |
| ------------------ | ---- | ------- | ------ | ------ |
| Număr de persoane: | 181  | 161     | 165    | 158    |
| Diferență:         |      | −11,04% | +2,48% | −4,24% |

| An:                | 2023 | 2024   |
| ------------------ | ---- | ------ |
| Număr de persoane: | 159  | 158    |
| Diferență:         |      | −0,62% |